# Essai (rugby à XV)
Pour les articles homonymes, voir essai (homonymie).

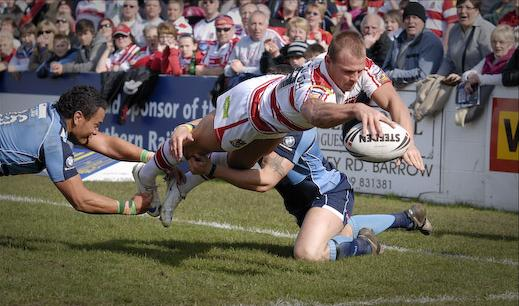
Shaun Ainscough plonge pour marquer un essai pour les Wigan contre les Barrow Raiders lors de la Challenge Cup 2009.

Au rugby à XV, un essai, est l'action de jeu consistant à aplatir le ballon dans l'en-but adverse. Cette action permet de marquer cinq points, et de tenter une transformation, valant deux points supplémentaires.
Techniquement, un essai est accordé :
- lorsqu'un joueur tient le ballon et le met en contact avec le sol dans l’en-but adverse. Le terme « tenir » signifie avoir le ballon dans sa ou ses mains, ou dans son ou ses bras. Il n’est pas nécessaire d’exercer une pression vers le bas. Le joueur qui tient le ballon doit se trouver à l'intérieur des limites du terrain.
- lorsque le ballon se trouve dans l'en-but adverse et qu'un joueur exerce sur lui une pression de haut en bas avec toute partie avant du corps comprise entre la taille et le cou, taille et cou inclus. Le joueur qui exerce la pression peut se trouver hors des limites du terrain.

## Valeur de l'essai
Le rugby est issu du football pratiqué la première moitié du XIXe siècle et à l'origine seul importait de pouvoir marquer des buts en bottant le ballon entre les poteaux. Porter le ballon dans l'en-but adverse permettait « d'essayer » de marquer ce but et ainsi de transformer l'essai.
À partir de 1887, des points sont accordés pour les essais marqués. D'abord fixée à un point, la valeur en a été peu à peu augmentée pour atteindre cinq points depuis 1992.

### Essai de pénalité
Lorsqu'un essai aurait probablement été marqué en l'absence d'une faute commise par l'adversaire, l'arbitre peut accorder un essai de pénalité. Celui-ci figure sous cette dénomination sur la feuille de match : aucun joueur n'en est le marqueur. 
À partir de 2017, un essai de pénalité vaut sept points ; en effet, il n'est désormais plus nécessaire de le transformer. Le premier essai de pénalité non-transformé a été accordé à l'Afrique du Sud face à la France lors du test-match du 10 juin 2017.
Les essais de pénalité sont le plus souvent accordés à la suite de phases collectives, mêlée ou maul, irrégulièrement mises en échec à proximité de la ligne de but. Ils résultent plus rarement d'un plaquage sans ballon, d'un en-avant volontaire ou d'un joueur sortant irrégulièrement le ballon des limites du terrain.

## Transformation
La tentative de transformation est faite depuis un point en arrière de l'endroit où l'essai a été marqué. La ligne entre l'endroit où l'essai a été marqué et le lieu de tentative de transformation est une parallèle à la ligne de touche. La distance entre la ligne d'en-but et l'endroit de la tentative de transformation est choisie par le botteur, elle est celle qu'il estime la plus favorable à la réussite de sa transformation. L'équipe adverse se positionne derrière sa ligne de but.
Les transformations rapportent deux points en cas de réussite. Ce sont habituellement des coups de pied « placés ». La règle autorise les transformations sous forme de coup de pied tombé mais cette option, plus aléatoire, est retenue uniquement par les équipes qui courent après le score.  
Contrairement à une tentative de pénalité, les joueurs adverses peuvent essayer de contrer le ballon en courant vers le botteur (« charge ») dès le début de sa prise d'élan. Si l'arbitre considère que les défenseurs ont chargé trop tôt, une nouvelle tentative de transformation est ordonnée sans que la défense puisse cette fois intervenir.
Il n'est pas possible à la défense de marquer sur transformation, à l'inverse de ce que permet le football américain. 

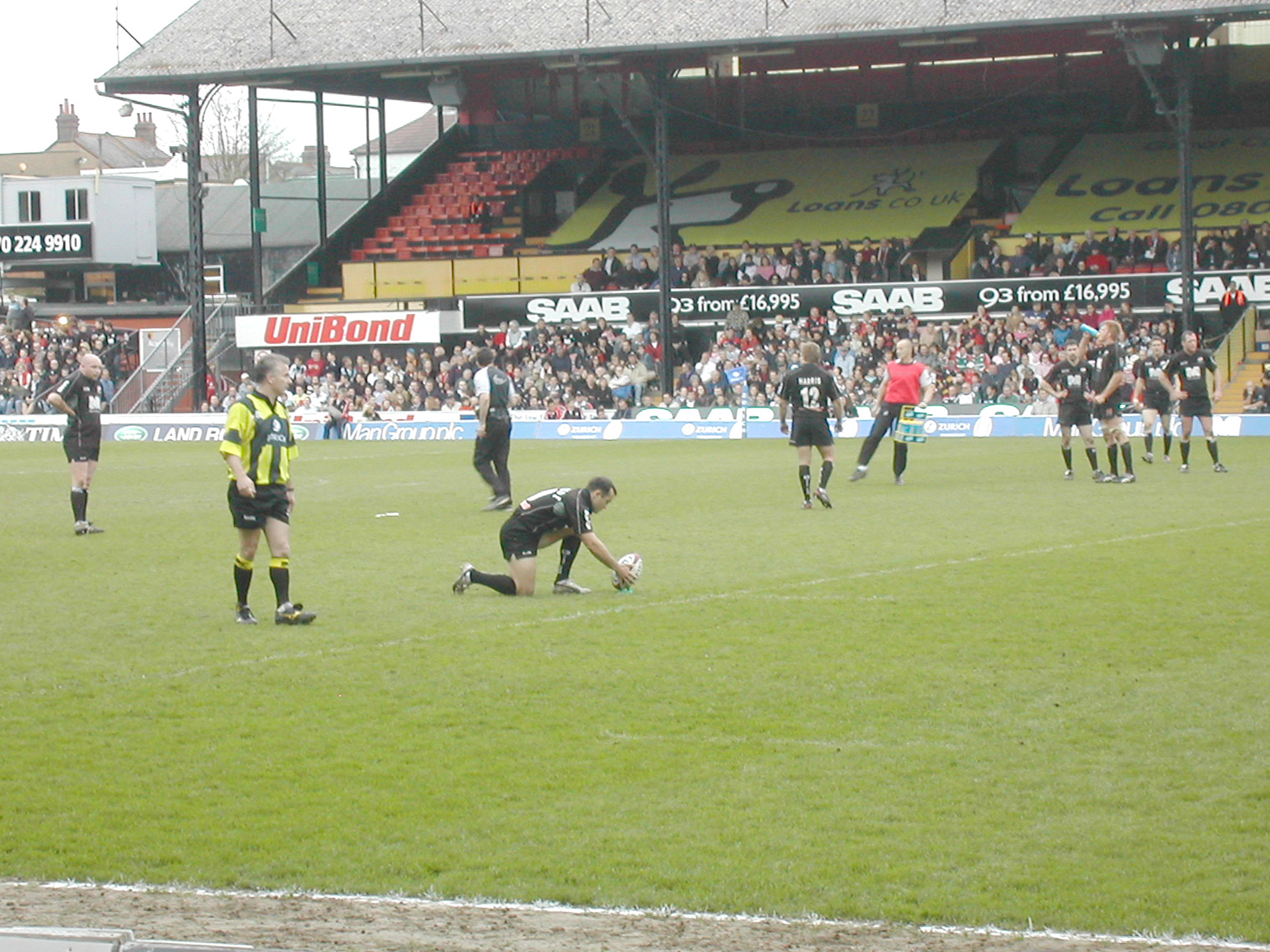
Préparation d'une tentative de transformation.
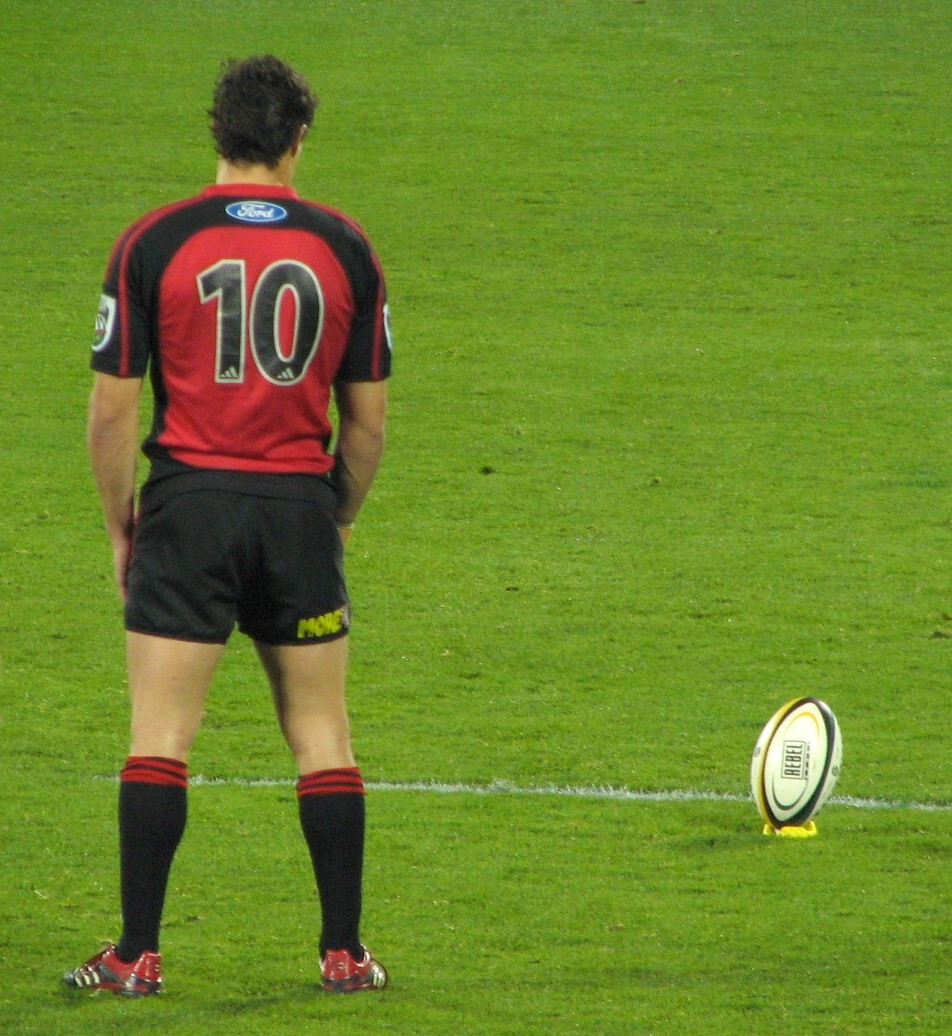
Daniel Carter tentant une transformation.